# ダーウェント峡谷の工場群
ダーウェント峡谷の工場群（ダーウェントきょうこくのこうじょうぐん）は、イギリスのダービーシャー州ダーウェント川 (River Derwent) 沿いにある世界遺産である。ミル (Mill) ともいう近代的な工場は、リチャード・アークライトが発展させた綿紡績のための新技術に適応すべきものとして、この地で生まれた。
1769年にアークライトの発明した紡績機は、先行するジェニー紡績機をさらに発展させたものであり、水車を動力源としていたことから川沿いに設置することが必要だった。こうして設置されていった工場群は、産業革命の最も初期の工場群として、現代の機械制大規模工場生産の淵源となった。なおかつ、農村の景観に工業設備群が組み込まれるということは、工場労働者たちの住居の建設にもつながった。立地条件の悪さから、労働者の雇用に配慮する必要があったためである。こうした動きが、単に歴史的な価値だけでなく、この地に独特の産業景観を生み出すことにもなった。

## 登録対象
世界遺産は、クロムフォード (Cromford) 、ベルパー (Belper) 、ミルフォード (Milford) 、ダーリー・アベイ (Darley Abbey) 、ジョン・ランブ (John lambe) の工場群が対象となっており、イギリス指定建造物に含まれる建造物が 867 件ある。さらに9つの建造物は、指定記念物 (Scheduled Ancient Monuments) である。
リチャード・アークライトのマッソン・ミルにある労働繊維博物館 (the Working Textile Museum at Richard Arkwright's Masson Mill) には、約68万もの糸巻きが展示されている。

## 登録基準
この世界遺産は世界遺産登録基準のうち、以下の条件を満たし、登録された（以下の基準は世界遺産センター公表の登録基準からの翻訳、引用である）。
- (2) ある期間を通じてまたはある文化圏において、建築、技術、記念碑的芸術、都市計画、景観デザインの発展に関し、人類の価値の重要な交流を示すもの。
- (4) 人類の歴史上重要な時代を例証する建築様式、建築物群、技術の集積または景観の優れた例。